# Marna
Marna (francosko Marne) je reka v severni Franciji, desni pritok Sene. Izvira na Langreški planoti pri Balesmes-sur-Marne, teče sprva proti severozahodu, pri Châlons-en-Champagne južno od Reimsa pa se obrne na zahod v smeri Pariza, kjer se po 525 km izliva v reko Seno.
Reka Marna je bila prizorišče dveh bitk v času prve svetovne vojne: prve leta 1914 in druge leta 1918.

## Geografija

### Porečje
- Blaise
- Saulx
- Ourcq
- Petit Morin
- Grand Morin

### Departmaji in kraji
Reka Marna teče skozi naslednje departmaje in kraje:
- Haute-Marne: Chaumont, Saint-Dizier
- Marne: Châlons-en-Champagne, Épernay
- Aisne: Château-Thierry
- Seine-et-Marne: Meaux
- Seine-Saint-Denis: Neuilly-sur-Marne, Noisy-le-Grand
- Val-de-Marne: Nogent-sur-Marne, Créteil, Charenton-le-Pont, Champigny-sur-Marne, Saint-Maur-des-Fossés, Joinville-le-Pont, Saint-Maurice